# Ailoc Laran (Ortsteil, Hera)
Ailoc Laran ist ein Ortsteil des Ortes Hera im osttimoresischen Suco Hera (Verwaltungsamt Cristo Rei, Gemeinde Dili).

## Geographie
Ailoc Laran bildet nördlich des Flusses Hahic den Südrand des Ortes Hera, im Osten der Aldeia Ailoc Laran. Nördlich schließt sich die Aldeia Moris Foun an, mit dem Ortsteil Lepos.